# What Are You Waiting For? (Nickelback)
What Are You Waiting For? is een nummer van de Canadese rockband Nickelback uit 2014. Het is de tweede single van hun achtste studioalbum No Fixed Address.
Het nummer werd een grote hit in het Duitse taalgebied en Polen, en een bescheiden hitje in Denemarken, Australië en Nickelbacks thuisland Canada. In Canada haalde het de 29e positie. In Nederland haalde het nummer geen hitlijsten, maar in Vlaanderen haalde het de 6e positie in de Tipparade.